# Andragogika
Andragogika je veda o vzgoji in izobraževanju odraslih. Od pedagogike se je ločila v začetku 20. stoletja, ko se je pedagogika kot znanost osredotočila na proučevanje šolskega pouka, razreda, šole, šolskega sistema. Predmet andragogike kot znanosti je odkrivanje in raziskovanje vzgoje ter izobraževanja odraslih. Odkriva zakonitosti pojavov in procesov, značilnih za "pošolsko izobraževanje", za vse programe in oblike izobraževanja odraslih v procesih vseživljenjskega izobraževanja. Poleg delitve disciplin, značilne za industrijsko obdobje, je nastanek nove znanosti zahtevala vedno bolj obsežna in razvejana praksa izobraževanja odraslih, predvsem za potrebe dela in zaposlitve. Z industrijalizacijo in urbanizacijo so potrebe po znanju pri odraslih naglo naraščale. Izobraževalci odraslih so iskali skupna splošna pravila in zakonitosti andragoške prakse, da bi bili bolj učinkoviti in izobraževanje ljudi čim uspešnejše.
Potrebam po znanju v javnosti ne ugovarjajo; pomisleki so glede vzgoje odraslih. Dvomi o tem, da bi odrasle še lahko vzgajali, izvirajo iz posplošene predstave v slovenskem okolju o vzgoji kot represivnem modelu vzgajanja. Ne moremo si zamisliti, da bi odrasli moral ubogati ukaze vzgojitelja in bil izpostavljen kazni ter vsemu, kar spada k represivni vzgoji. Zato vzgojo odraslih opredelimo kot osebnostni razvoj pod vplivom sistematičnih dejavnikov in doživetij. Ludje se vse življenje spreminjamo in dozorevamo. Pomen osebnostnega razvoja ali vzgoje je še posebej pomemben v današnji družbi, ko ne poudarjamo več poklica osebe, temveč njene kompetence in temeljne lastnosti (komunikativnost, usposobljenost za vodenje samostojnega osebnega izobraževanja – učni projekti odraslih), sposobnost odločanja in obvladanja medosebnih odnosov.
Izobraževanje je sistematičen, ciljno naravnan in zavestno strukturiran del učenja tudi pri odraslih. Pojavljajo se razne ciljne skupine kot učeče se skupnosti. Nekdo se lahko izobražuje hkrati v več učnih skupinah ali pa se zanaša predvsem na osebne učne projekte, če je dovolj učno samostojen in zna sam voditi svoje izobraževanje. V sodobni družbi vedno bolj prevladujejo neformalne oblike nad formalnimi, študij na daljavo namesto izobraževanja iz oči v oči. Nova IKT (informacijsko-komunikacijska tehnologija) je pospešila razvoj e-izobraževanja.
Andragogika se deli na poddiscipline:
- obča andragogika,
- andragoška didaktika,
- primerjalna andragogika,
- družinska andragogika,
- gerontološka andragogika,
- andragogika dela (poklicna andragogika),
- andragogika mlajših odraslih in
- andragogika ciljnih skupin.

## Andragoška poletna šola
Andragoška poletna šola je obsežna izobraževalna inovacija v slovenskem okolju. Trajala je deset let, namenjena je bila stalnemu izpopolnjevanju andragogov, izobraževalcev odraslih in drugih zaposlenih na področju izobraževanja odraslih v izobraževalnih in drugih ustanovah, kjer poteka izobraževanje odraslih. Ob šoli, ki se je naselila v Ajdovščini, je vsako leto tekla tudi animacija krajanov na temelju znanja in kulture in animacija podjetij, ustanov, lokalne oblasti. Večer za večerom so krajani pod andragoškim vodstvom prirejali prireditve in se čez dan udeleževali šole s svojimi primeri. Kraj je oživel. Posledice delovanja te šole se še zmeraj čutijo, saj so v Ajdovščini ustanovili in zgradili Center krajanov, Muzej fosilov, Hišo mladih, elitni krajevni prostor pa so namenili izobraževanju in izobraževalnemu turizmu itd.. Andragoška poletna šola je kmalu postala Unescov primer dobre prakse znotraj raziskave ALPHA o funkcionalni pismenosti. Na svetovnem Unescovem kongresu v Hamburgu je predstavljala Slovenijo na povabilo UNESCO.
Skupnostno izobraževanje temelji na poznavanju skupnih značilnosti na posameznem ozemlju in tega, kar določa skupnost (skupna zgodovina, skupni interesi, skupna dediščina itd). V ta namen je dobro poznati teorije skupnosti in civilne družbe. Skupnostno izobraževanje je skupnostno takrat, ko ni namenjeno le eni ali dvema družbenima skupinama, marveč čim večjemu številu teh skupin in posameznikov.
Z Andragoško poletno šolo so učitelji Filozofske fakultete v Ljubljani, delujoči na Oddelku za pedagogiko in andragogiko (prof. dr. Ana Krajnc, doc. dr. Nives Ličen, doc.dr. Dušana Findeisen) v Slovenijo uvedli tudi teoretiziranje izobraževanja v skupnosti in predvsem strokovno podporo razvoju tega izobraževanja v posameznih krajih Slovenije (Ajdovščina itd.) Empirično in raziskovalno pridobljeno znanje so kasneje doc. dr. Dušana Findeisen, prof. dr. Sonja Kump in prof. dr. Sabina Jelenc-Krašovec razvijale dalje v teoretiziranje področja medgeneracijskega izobraževanja.
Dušana Findeisen in Tamara Jare sta v sodelovanju Slovenske univerze za tretje življenjsko obdobje skupaj z Beth Johnson Foundation, Univerzo v Granadi in drugimi partnerskimi ustanovami v projektu ECIL in ob finančni podpori Evropske komisije pričeli razvijati Evropsko spričevalo medgeneracijskega učenja in on-line ali spletni izobraževalni program medgeneracijskega učenja. Program je v razvoju, prva spoznanja pa kažejo, da je sociološke in psihološke teme o značilnostih generacij velja povezati z drugimi temami kot so: skupnostno izobraževanje, usposabljanje za vodenje projektov, upravljanje starosti na delovnem mestu, snovanje in vodenje projektov.

## Revija Andragoška spoznanja
Revija Andragoška spoznanja je prva slovenska znanstvena in strokovna revija, ki že od leta 1995 poroča o raziskovalnih in praktičnih dosežkih na področju andragogike, vede o izobraževanju odraslih in prakse izobraževanja odraslih, pri čemer so prakse izobraževanja odraslih izjemno raznolike, saj se izobraževanje odraslih vrašča v vse oblike življenja in dela odraslih (tistih, ki so zapustili šolske klopi in se podali v svet odraslih izkušenj). Tako v Andragoških spoznanjih najdemo članke s področja skupnostnega izobraževanja, medgeneracijskega izobraževanja, izobraževanja za delo, pospeševanja funkcionalne pismenosti, izobraževanja za družino, izobraževanja posameznih ciljnih skupin kot so: mladi, starejši, nezaposleni, zaporniki, bolniki, menedžerji, učitelji, starši, pripadniki poklicnih skupin itd.. Andragogika se povezuje s stičnimi oziroma referenčnimi vedami ali študijskimi področji kot so: ekonomija, humana geografija, kulturologija, sociologija, psihologija, gerontologija, zdravje, kultura, socialno  delo, lokalni razvoj, skupnost, novinarstvo, računalništvo, marketing itd.

## Industrijska andragogika
Industrijska andragogika je veja vede andragogike. Preučuje izobraževanja za odrasle in zaposlene osebe. Gre za proces izobraževanja odraslih, proces, ki je drugačen od izobraževanja otrok in mladine. Pri tem procesu igrajo pomembno vlogo izobrazba, starost, vrsta zaposlitve in poklic osebe. Veliko potrebo po izobraževanju odraslih je sprožila industrializacija v večini držav v svetu. Posamezne industrijske panoge sploh ne bi mogle normalno delovati, če ne bi najprej dopolnilno izobrazile svojih delavcev. Za vse napredne dežele v svetu velja, da je vlaganje v izobraževanje odraslih zaposlenih ena najbolj donosnih in varnih naložb. Posamezne industrijske panoge in velika podjetja so prav zaradi tovrstnega izobraževanja ustanovila svoje posebne šole, zunaj programov rednih šol. Tu poteka način pouka po načelih in metodah andragogike, tako je nastala tudi posebna veja andragogike, ki se imenuje industrijska andragogika. Pri njenem nastanku je imel veliko vlogo znan ameriški psiholog in sociolog utemeljitelj behaviorizma E.L.Thorndike ter njegovi učenci.
Danes se metode andragogike pogosto uporabljajo pri dopolnilnem izobraževanju brezposelnih delavcev, da bi jim tako omogočili boljše možnosti za ponovno zaposlitev.
Industrijska andragogika se ukvarja z izobraževanjem z zaposlenimi osebami in je povezana z drugimi disciplinami, katere se ukvarjajo z vzgojo in izobraževanjem. Ima družbeni značaj in je razvila svojo prakso ter teorijo. Razvila se je predvsem zaradi potrebe dela in upravljanja v družbi. Območje njenega delovanja je raznoliko in široko, pomaga si s podpirajočimi disciplinami kot so, ergonomija, psihologija, fiziologija dela in še vrsta drugih. Andragogika se je od začetka 30-tih let 20-tega stoletja, do danes, razvila v razne specialne smeri, kot so penološka andragogika, gerontogoškaandragogika ali andragogika tretjega življenjskega obdobja, komparativna, vojaška- andragogika. Vse smeri andragogike imajo svojo prakso in sčasoma v njih nastajajo nove prakse in teorije. Pri industrijski andragogiki je glavni poudarek na izobraževanju zaposlenih v vseh fazah delovnih procesov in izboljšanju socialnega ozračja med zaposlenimi.

### Industrijska andragogika v Sloveniji
Slovenija je imela v nekdanji Jugoslaviji sorazmerno precej področij, katera so pokrivali z dodatnim andragoškim izobraževanjem različnih nosilcev izobraževanja kot so delavske univerze po večjih mestih, šole velikih tehniških sistemov kot so, elektrogospodarstvo, železnice, pomorstvo, pošta, telekomunikacije in velikih industrij, tekstila, rudarstva, elektrotehnike, strojništva, katere so odpirale svoje šole za vzgojo in izobraževanje zaposlenih, mimo rednih univerz. To se je po osamosvojitvi Slovenije žal podrlo, nekaj teh šol se je preoblikovalo v redne šole, nekaj redkih se je ustanovilo znova- npr.-Šolski center Gorenje v Velenju, ki je trenutno center z dobro organiziranim tovrstnim izobraževanjem. Dober je bil tudi izobraževalni center v razvojnem inštitutu TAM-Maribor, ki so žal razpustili. Danes se že pojavljajo problemi da veliki tehniški sistemi nimajo več dovolj usposobljenega tehniškega kadra, lahko prav zaradi tega razpadejo.

## Andragogika tretjega življenjskega obdobja
Andragogika tretjega življenjskega obdobja je del vede andragogike. Preučuje izobraževanje starejših odraslih. Nanaša se na starejše odrasle v po-poklicnem obdobju, ki jih imamo navado obravnavati kot mlajše starejše, katerih značilnost naj bi bila, da imajo končno čas, da so željni spoznanj, da so pripravljeni sodelovati v družbi kot dejavni državljani ali kot potrošniki. Res je, da po-poklicno obdobje, tretje življenjsko obdobje, vsem prinaša nove možnosti, vendar je tako okleščen in posplošen pogled na starejše odrasle neustrezen, saj so odrasli v tem obdobju silno različni. Končno pride do izraza njihova individualnost, ki so jo gradili na svoji življenjski poti, zato sta tudi njihov slog upokojevanja in njihov način življenja v pokoju različna, različno pa je tudi njihovo izobraževanje.

## Andragogika poznejših let življenja
Andragogika poznejših let življenja (tudi geragogika, gerontogogika) ima širši predmet preučevanja kot andragogika tretjega življenjskega obdobja. Preučuje izobraževanje starejših odraslih, ki so v različnih družbenih položajih. To so starejši delavci, starejši pred upokojitvijo, starejši odrasli v tretjem življenjskem obdobju ali v dinamičnem “času med delom, pokojem in starostjo”, osebe v četrtem življenjskem obdobju ali stanju odvisnosti, ki so najpogosteje v visoki starosti in v institucionalni oskrbi. Vse bolj pa prevladuje prepričanje, da v današnjem postmodernem času ni več natanko ločenih življenjskih obdobij, ki bi se vrstila drugo za drugim po kronološkem redu. In ko govorimo o izobraževanju odraslih, bi bilo danes nesmiselno govoriti o izobraževanju starejših, srednje starih ali mlajših odraslih. Njihova leta ne determinirajo njihovega izobraževanja, marveč je v tem pogledu determinanten njihov družbeni položaj. Zato obravnavamo prvo življenjsko obdobje (nekoč čas šolanja in priprave na poklic), drugo življenjsko obdobje (čas zaposlenosti), tretje življenjsko obdobje (čas po upokojitvi) in četrto življenjsko obdobje (čas, ki ga preživimo v institucionalni oskrbi), manj kot obdobja, temveč bolj kot stanja, ta pa lahko nastopijo kadarkoli vzdolž življenja. Šolamo in izobražujemo se občasno skozi vse življenje, smo zaposleni ali nezaposleni, odvisni ali neodvisni. Andragogika preučuje tudi izobraževanje tistih, ki se ukvarjajo s starejšimi.
V stanju zaposlenosti imamo željo in možnosti, da se izobražujemo in napredujemo, lahko pa te želje in možnosti ni. Če je temu tako, nastopi “stanje starejšega delavca”. Kadar smo nezaposleni, lahko nastopijo značilnosti tretjega življenjskega obdobja (imamo prosti čas, čas za osebnostno rast, čas za odnose), četrto življenjsko obdobje ali čas nepopravljive odvisnosti od drugih lahko nastopi prav tako kadarkoli v življenju. Dovolj je, da doživimo avtomobilsko nesrečo,ki nas pohabi in naredi odvisne in tako ni nujno, da smo odvisni le zaradi starostnih sprememb, ki nastopijo po “zdravi starosti”.
Predmet preučevanja andragogike poznejših let življenja so torej starejši odrasli(vendar ne starejši po letih, denimo starejši od 40-tega, 50-tega ali 60-tega leta dalje, temveč starejši po družbenem položaju in stanju) in njihovo izobraževanje, ki se nanaša na njihova življenjska vprašanja, potrebe, želje, hotenja, stremljenja (motivi za izobraževanje). Predmet preučevanja so tudi načini, kako zadržati starejše v družbi, kako naj ti ostanejo integrirani v družbo ali kako jih reintegrirati, tudi z izobraževanjem, kulturo, plačanim in prostovoljnim delom (družbena reintegracija). Učinke izobraževanja starejših odraslih merimo z merilom bogastva (boljše materialno življenje, boljša preskrbljenost, samozadostnost, boljša zadovoljenost potreb), z merilom participacije (več neodvisnosti in sodelovanja v družbi), z merilom osebnostne rasti( več znanja, več spretnosti, spremenjene lastnosti). Tisti, ki se izobražujejo v poznejših letih življenja se navadno počutijo bolj integrirani, bolj varni, bolj obdani, bolj samozavestni, bolj vedoželjni. Postanejo vir znanja za vrstnike in za druge generacije. Izobraževanje starejših odraslih je neizogibno potrebno, če želimo doseči dejavno staranje in povezanost generacij.
Predmet preučevanja andragogike poznejših let življenja so torej: starejši odrasli, potrebe starejših odraslih in družbene potrebe, značilnosti izobraževanja starejših odraslih, recipročno, vzajemno, sodelovalno, transformativno, raziskovalno, izkustveno, akcijsko učenje starejših, izobraževanje starejših odraslih z vidika njihovih osebnih potreb in družbenih potreb, programiranje in izvedba izobraževanja zanje, metode izobraževanja, metode in oblike izobraževanja v poznejših letih življenja itd.
Andragogiko tretjega življenjskega obdobja in andragogiko poznejših let življenja so v Sloveniji pričele razvijati ustanoviteljice Slovenske univerze za tretje življenjsko obdobje (1984-) Dušana Findeisen in Ana Krajnc pri čemer so se sprva naslonile predvsem na svoje opazovanje inducirane prakse, kasneje pa na teorije kot so teorija življenjskega kroga (angl. life span theory), teorijo izpleta, različne teorije skupnosti, teorije družine, teorije potreb, andragoške teorije, ipd. Sonja Kump in Sabina-Jelenc Krašovec pa sta dve in pol desetletji kasneje prispevali pomembno delo Prestari za učenje? Izobraževanje starejših odraslih je predmet obravnave številnih člankov objavljenih predvsem v Andragoških spoznanjih, Kakovostni starosti, Reviji za socialno delo, Zdravstvenem vestniku in drugih revijah,
Pomemben vir s področja andragogike poznejših let življenja je tudi evropski projekt FORAGE in je spletna stran tega projekta. Na tej strani se ustvarja baza podatkov o kvalitativnih in kvantitativnih študijah, teoriji, praksah, znanstvenih in strokovnih revijah, newsletters, projektih, konferencah, filmih in drugih virih, ki obravnavajo izobraževanje starejših odraslih. 
V Sloveniji bi tako kot v nekaterih drugih evropskih državah potrebovali inštitut za preučevanje starosti (nekoč smo že imeli Inštitut za geriatrijo in socialno gerontologijo), kajti skupina starejših je tako obsežna, da potrebuje več sebi lastnih ustanov.

## Medgeneracijsko učenje in izobraževanje
Andragogika preučuje tudi medgeneracijsko učenje in izobraževanje. Postavi se vprašanje, kaj je medgeneracijsko izobraževanje? To vsekakor ni vsako izobraževanje, kjer so udeleženci različnih generacij. Da bi lahko govorili o medgeneracijskem izobraževanju, mora obstajati (1) učenje ene ali več generacij o neki drugi generaciji (2) skupno učenje več generacij drugih od drugih, (3) skupno učenje in skupno delovanje več generacij in njihovo skupno ustvarjanje novega znanja. Medgeneracijsko izobraževanje in prakse naj bi utrdili poznavanje problematike generacij in vezi med njimi. Medgeneracijsko izobraževanje so v Sloveniji prvi, že pred dvajsetimi leti, uvedli v Inštitutu Antona Trstenjaka. Z vprašanjem medgeneracijskega učenja se že nekaj časa ukvarja Slovenska filantropija, od leta 2000 pa je medgeneracijsko izobraževanje tudi predmet raziskovanja in občasno tudi prakse Slovenske univerze za tretje življenjsko obdobje. Ta je ustanovna članica mreže EMIL, a European Map of Intergenerational Learning in soavtorica spletnega izobraževalnega programa Stopimo skupaj, bodimo skupaj - medgeneracijsko izobraževanje, ki je podlaga nastajajočemu Evropskemu spričevalu medgeneracijskega učenja v evropskem projektu ECII, ki ga koordinira sklad Beth Johnson Foundation iz Velike Britanije in je deležen finančne podpore Evropske komisije.